# DNK helikaza
DNK helikaza (EC 3.6.4.12, 3' to 5' DNK helikaza, 3'-5' DNK helikaza, 3'-5' PfDH, 5' to 3' DNK helikaza, AvDH1, BACH1 helikaza, BcMCM, BLM protein, BRCA1-asocirana C-terminalna helikaza, CeWRN-1, Dbp9p, DmRECQ5, DNK helikaza 120, DNK helikaza A, DNK helikaza E, DNK helikaza II, DNK helikaza III, DNK helikaza RECQL5beta, DNK helikaza VI, dnaB, DnaB helikaza E1, helikaza HDH IV, Hel E, helikaza DnaB, PcrA helikaza, UvrD, hHcsA, Hmi1p, hPif1, MCM helikaza, MCM protein, MER3 helikaza, MER3 protein, MPH1, PcrA, PcrA helikaza, PDH120, PfDH A, Pfh1p, PIF1) je enzim sa sistematskim imenom ATP fosfohidrolaza (odvijanje DNK heliksa). Ovaj enzim katalizuje sledeću hemijsku reakciju
ATP + 2O {\displaystyle \rightleftharpoons } ADP + fosfat
DNK helikaze koriste energju ATP hidrolize za odvijanje dvolančanih DNK molekula.

## Literatura
- Nicholas C. Price; Lewis Stevens (1999). Fundamentals of Enzymology: The Cell and Molecular Biology of Catalytic Proteins (Third изд.). USA: Oxford University Press. ISBN 019850229X.
- Eric J. Toone (2006). Advances in Enzymology and Related Areas of Molecular Biology, Protein Evolution (Volume 75 изд.). Wiley-Interscience. ISBN 0471205036.
- Branden C; Tooze J. Introduction to Protein Structure. New York, NY: Garland Publishing. ISBN 0-8153-2305-0.
- Irwin H. Segel. Enzyme Kinetics: Behavior and Analysis of Rapid Equilibrium and Steady-State Enzyme Systems (Book 44 изд.). Wiley Classics Library. ISBN 0471303097.
- William P. Jencks (1987). Catalysis in Chemistry and Enzymology. Dover Publications. ISBN 0486654605.

## Spoljašnje veze
- DNA+helicase на 